# Home (Procol Harum)
Home è il quarto album dei Procol Harum, pubblicato nel 1970 dalla A&M Records

## Tracce
1. Whisky Train
2. The Dead Man's Dream
3. Still There'll Be More
4. Nothing That I Didn't Know
5. About to Die
6. Barnyard Story
7. Piggy Pig Pig
8. Whaling Stories
9. Your Own Choice

## Formazione
- Chris Copping - organo Hammond, basso
- B.J. Wilson - batteria
- Robin Trower - chitarra
- Gary Brooker - pianoforte e voce
- Keith Reid - testi